# Seznam grških sabljačev
Seznam grških sabljačev.

## B
- Georgios Balakakis

## G
- Ioannis Georgiadis

## I
- Georgios Iatridis

## K
- Telemachos Karakalos
- Konstantinos Komninos-Miliotis

## P
- Perikles Pierrakos-Mavromichalis
- Ioannis Poulos
- Leonidas Pyrgos

## V
- Athanasios Vouros